# Тихановська Світлана Георгіївна
Світлана Георгіївна Тихановська (до шлюбу — Пилипчук; 11 вересня 1982, Мікашевичі) — білоруська політична діячка, кандидатка в президенти. Голова Об'єднаного перехідного кабінету — білоруського демократичного уряду у вигнанні.
14 серпня 2020 року, ЦВК Білорусі офіційно оголосила Олександра Лукашенка переможцем президентських виборів Згодом Тихановська заявила, що набрала від 60 до 70 % голосів та звернулася до західних країн з проханням визнати її переможницею або закликати до повторних виборів. 10 вересня 2020 року Сейм Литви визнав Світлану Тихановську законним президентом Білорусі.

## Життєпис
У віці 12 років Світлана Пилипчук була відправлена в Ірландію за програмою «Діти Чорнобиля», де жила в селищі Роскрей у родині Генрі Діна. Згодом вона неодноразово поверталася в ірландське поселення.
У 2000 році закінчила Мікашевицьку середню школу № 2 із золотою медаллю та вступила до Мозирського державного педагогічного університету, який закінчила за фахом «вчитель англійської та німецької мов» (перекладач). Після цього Пилипчук жила в Гомелі, працювала перекладачкою англійської мови в різних організаціях, у тому числі в благодійній організації допомоги потерпілим від Чорнобильської катастрофи «Chernobyl Life Line» (Ірландія). Вийшла заміж за блогера Сергія Тихановського. У 2013 році переїхала до Мінська.

## Політика

### Президентська кампанія 2020 року
Після відмови Центральною виборчою комісією Республіки Білорусь зареєструвати ініціативну групу зі збору підписів на підтримку з висунення в кандидати в Президенти Білорусі її чоловіка Сергія Тихановського, Тихановська вирішила подати документи до ЦВК Республіки Білорусь на реєстрацію власної ініціативної групи. Вона це зробила за годину до закінчення подачі заяв ввечері 15 травня. На питання голови Центральної виборчої комісії Республіки Білорусь Лідії Єрмошиної, чи має вона намір обиратись Президентом Білорусі та вести активну виборчу кампанію, Світлана Тихановська відповіла, що мріяла про це все життя. Після реєстрації її підтримали кампанії Валерія Цепкала та Віктора Бабарика, двох опозиційних політиків, яким було заборонено реєструватися; одного заарештували, інший виїхав з Білорусі, побоюючись арешту. Світлина Тихановської з Марією Колесніковою, керівницею кампанії Бабарики та Веронікою Цепкало, дружиною Валерія Цепкала, стала символом її президентської кампанії.
Керівником ініціативної групи Світлани Тихановської став її чоловік Сергій.
Після інциденту 29 травня у Гродно, коли міліція затримала та помістила до ІТТ УВС Гродненського облвиконкому Сергія Тихановського та інших громадян, включно з членами її ініціативної групи, Світлана Тихановська опублікувала відкритого листа, в якому звернулась до Міністерства внутрішніх справ Білорусі з проханням забезпечити на законних пікетах безпеку та захист членів ініціативної групи й виборців від протиправних дій і провокацій відповідно до вимог чинного законодавства. Також вона закликала правоохоронців розглянути й врахувати всі наявні відеодокази, припинити кримінальне переслідування чоловіка та інших невинних осіб, що дозволить йому продовжити виконання обов'язків керівника її ініціативної групи.
3 і 4 червня, в квартирі та офісі-студії Тихановського, а також на дачі і в квартирі його матері, пройшли обшуки. З постанови на обшук стало зрозуміло, що Сергій — підозрюваний у кримінальній справі за ст. 364 (насильство проти співробітників міліції).
Незважаючи на переслідування її та чоловіка, а також погрози на свою адресу (погроза Світлані її ув'язнити, а неповнолітніх дітей помістити до спеціальних закладів), Тихановська заявила 16 червня, що вона продовжує брати участь у виборах. Вчасно було зібрано необхідні 100 тисяч підписів.
Деякі джерела називали попередні результати, згідно з якими Тихановська могла набрати на президентських виборах приблизно 56 % голосів. 
17 липня, перед президентською кампанією президент Білорусі Олександр Лукашенко наполягав, що країна не готова до жінки-президента. Її кампанія розпочалася, коли «Міжнародна амністія» засудила дискримінаційне ставлення Білорусі до жінок-опозиціонерок, включно з погрозами сексуального насильства та погрози влади відібрати дітей у опозиційних діячів і відправити їх у державні дитячі будинки. У відповідь на погрози Тихановська відправила своїх дітей за кордон жити до їхньої бабусі. Вона сказала, що їй неодноразово погрожували. Тихановська розповіла про телефонний дзвінок, в якому говорилося: «Ми посадимо вас за ґрати й розмістимо ваших дітей у сиротинці». Вона сказала, що тим не менш вирішила наполегливо продовжувати свою кампанію: «Це має бути символом свободи».
19 липня, в Мінську відбувся перший мітинг Світлани Тихановської після об'єднання її штабу з командами колишнього керівника Белгазпромбанка Віктора Бабарика та ексглави Парку високих технологій, дипломата Валерія Цепкало, яким Центральна виборча комісія країни відмовила в реєстрації. За даними правозахисників, на перший мітинг об'єднаного штабу в Мінську прийшли понад 7 тисяч осіб.
Тихановська сказала, що балотувалася в президенти з любові, задля того, щоб звільнити чоловіка з в'язниці. Вона пообіцяла звільнити всіх політичних в'язнів Білорусі, запровадити в країні демократичні реформи та відійти від союзного договору з Росією, який, як вважають багато білоруських опозиціонерів, є порушенням суверенітету країни. Вона також пообіцяла провести референдум щодо повернення до початкового проєкту конституції Білорусі 1994 року, відновивши обмеження на два терміни для президента. Вона сказала, що її основною метою є встановлення вільних і чесних виборів. Вона розглядає нинішні вибори як нелегітимні через відмову уряду зареєструвати головних політичних опонентів Лукашенко кандидатами. Вона пообіцяла підготувати план прозорих і підзвітних виборів протягом шести місяців з моменту вступу на посаду.
Економічна платформа Тихановської наголошує на зростанні значення малого та середнього бізнесу в білоруській економіці. Вона планує пропонувати безпроцентні позики малому та середньому бізнесу, скасувати державні перевірки приватних осіб та забезпечити правовий захист іноземних інвесторів. Тихановська має намір дозволити прибутковим державним підприємствам продовжувати працювати, при цьому вимагає отримання допомоги від сторонніх фахівців для збиткових державних підприємств.

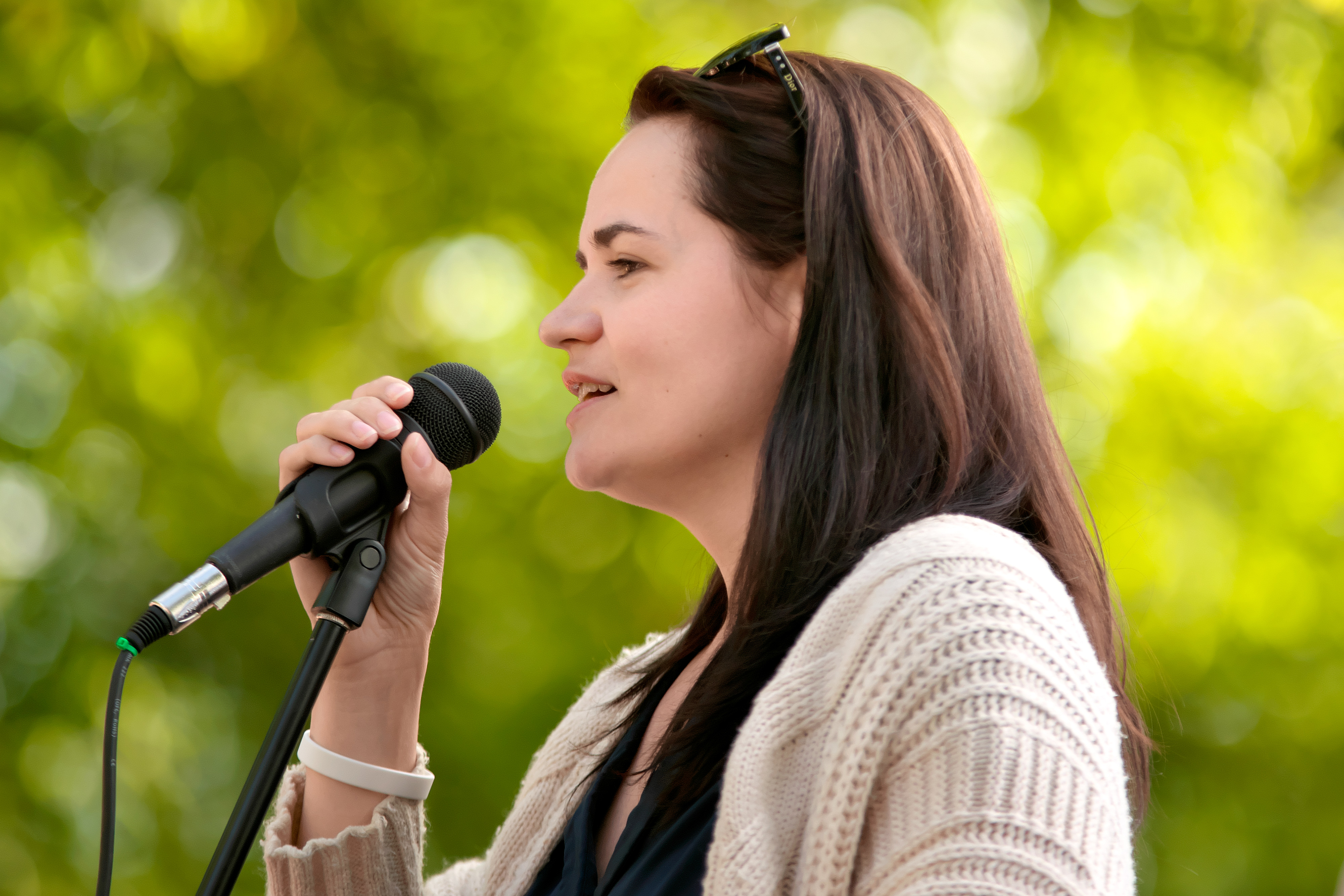
На мітингу у Вітебську 24 липня 2020 року

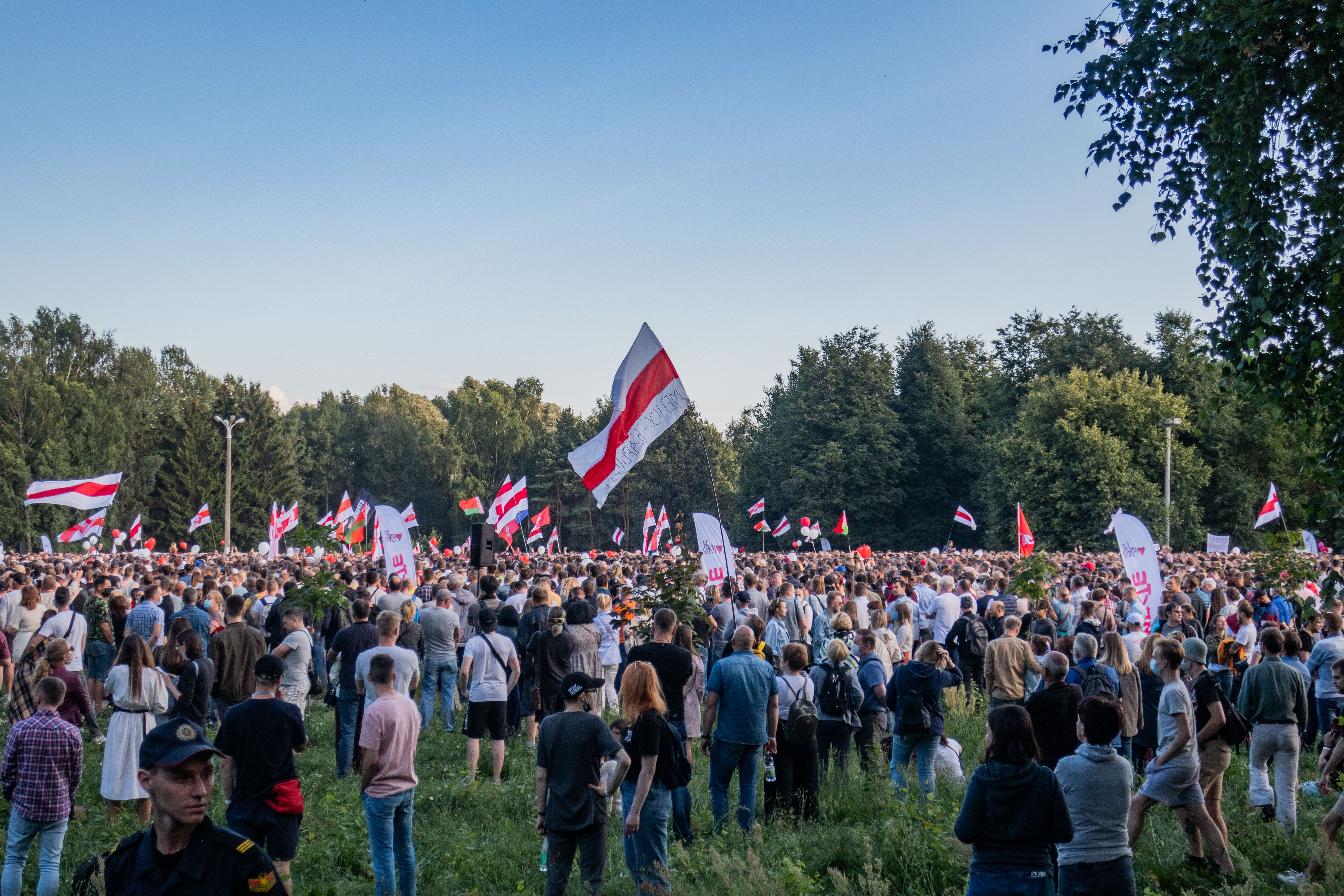
Мітинг на підтримку Тихановської в Мінську 30 липня 2020

20 липня, після погроз влади відібрати її дітей, Тихановська вивезла сина та доньку з Білорусі до ЄС.
30 липня 2020 року, у Мінську відбувся мітинг на підтримку Світлани Тихановської. На ньому зібралось 63 тис. учасників. Це найбільша кількість людей, що зібрались у білоруській столиці після протестів у грудні 2010 року.
Незважаючи на свою незалежність, Тихановська заручилась підтримкою всього спектру білоруської політичної опозиції. Віталь Римашевський, співлідер Білоруської християнської демократії, заявив про підтримку своєю партією, як і Білоруська соціал-демократична партія (асамблея), Об'єднана громадянська партія Білорусі та Білоруська жіноча партія «Надія». Вона також отримала підтримку від кандидата в президенти 2010 року Миколи Статкевича. Івонка Сурвілла, президент Ради Білоруської Народної Республіки, висловилась на підтримку Тихановської.
Мітинги на підтримку Тихановської та опозиції стали найбільшими в історії пострадянської Білорусі, зібравши в Бресті 20 000 і в Мінську 200 000 осіб.
За день до виборів, 8 серпня 2020 року, Тихановська залишила житло й знаходилася в оточенні членів штабу з питань безпеки. Напередодні та в день голосування кілька членів її штабу були затримані правоохоронцями.
За офіційними результатами ЦВК Білорусі, Тихановська отримала 588 622 голоси або 10,12 % голосів, а Лукашенко 80,10 %. Однак було оприлюднено заяви про широкомасштабні фальсифікації, Тихановська подала офіційну скаргу до Центральної виборчої комісії (ЦВК).
Автор платформи альтернативного підрахунку голосів «Голос» заявляє, що за Світлану Тихановську проголосували 3 мільйони білорусів (56%), і що вона перемогла в першому турі.

### Передвиборча програма
4 серпня 2020 року, газета «Звязда» опублікувала передвиборчу програму кандидата в президенти, що, зокрема, закликала:
- не брати участь у достроковому голосуванні, щоб голос не був вкрадено;
- стати спостерігачами на виборах;
- приєднатися до ініціатив «Чесні люди», «Право вибору», «Рух за правду» та «Зубр» для моніторингу голосування;
- не сидіти вдома 9-го серпня — інакше ви проголосуєте за чинну владу.

У вступі «Заходи щодо проведення нових чесних вільних виборів» зазначалося: «Вже очевидно, що вибори, які відбудуться 9 серпня 2020 року, не можна вважати вільними та чесними».
У вступі пояснюється: «Нові президентські вибори відбудуться протягом пів року. Я призначу референдум із пропозицією повернутися до початкової редакції Конституції 1994 р., яка зменшує повноваження президента, встановлює обмеження кількости строків на посаді та забезпечує розподіл влади. Референдум буде проведений одночасно з президентськими виборами». Врешті-решт були запропоновані супровідні заходи: «Справи проти політичних в'язнів будуть зупинені. Ми проведемо амністію для тих, хто вперше вчинив незначні злочини, включно з дітьми, засудженими за статтею 328 (Кримінальний кодекс). Всі несправедливі вироки та рішення під час виборчої кампанії будуть скасовані із поверненням сплачених штрафів та компенсації потерпілим. Я призначу нового Генерального прокурора та нового Голову Верховного Суду для здійснення наглядових функцій на перехідний період»

### Наслідки виборів
Після виборів, за повідомленням міністра закордонних справ країни Литви Лінаса Лінкявічуса Тихановська покинула Білорусь і станом на 11 серпня перебувала у Литві. Тихановська після від'їзду до Литви записала відеозвернення, пояснивши, що самостійно виїхала з Білорусі через дітей, які для неї є найважливішими. Як заявила її довірена особа Ольга Ковалькова, Тихановську вивезла з країни білоруська влада й у неї не було вибору. Відповідно до цієї заяви, Тихановська виїхала з Білорусі разом з довіреною особою Марією Мороз, яка раніше була затримана. За інформацією Ковалькової, «в заручниках продовжує перебувати частина команди Світлани». У Білорусі було опубліковано відеозвернення Тихановської, де вона зазначає, що «народ Білорусі зробив свій вибір», дякує всім співгромадянам, які підтримували її, просить співвітчизників не виходити на вулицю й «не протистояти міліції, не наражати своє життя на небезпеку»; повідомляє, що виїхала в Литву «абсолютно самостійно». На думку Марії Колесникової, Тихановська опублікувала відеозвернення під тиском силових спецслужб Білорусі (після подачі скарги в ЦВК про невизнання результатів виборів президента дійсними кілька годин перебувала в приміщенні з силовиками). Такої ж думки дотримується президент Литви Ґітанас Науседа, який після прибуття Світлани зустрівся з нею. Литва надала Тихановській візу на рік, а також житло та охорону. КДБ Білорусі оголосив про замах на життя Тихановської, заявивши, що протестуючим потрібна «священна жертва». 13 серпня, в МЗС Литви заявили, що Світлана проходила 14-денну самоізоляцію.
14 серпня, Тихановська оприлюднила відео, в якому вона стверджує, що перемогла Лукашенка в першому турі з рішучим відривом, набравши від 60 % до 70 % голосів. Вона звернулася до міжнародного співтовариства з проханням визнати її переможницею. Тихановська також оголосила про створення Координаційної ради з питань передачі влади Лукашенком. Заяви на членство в раді могли подавати будь-які громадяни Білорусі, які визнали вибори фальсифікованими та які користуються авторитетом та довірою в групи, яку вони представляють, наприклад, лікарі, вчителі, бізнесмени чи спортсмени.
15 серпня, передвиборчий штаб Тихановської виступив проти перерахунку голосів на виборах Президента 2020 року, заявивши, що світова спільнота визнає законним президентом Тихановську, а також тим, що вони мають докази того, що частину бюлетенів було знищено.
16 серпня, Тихановська записала відеозвернення на YouTube-каналі «Страна для жизни», де заявила, що готова стати національним лідером:
|  | Я готова взяти відповідальність і виступити в цей період національним лідером, щоб країна заспокоїлася, увійшла до нормального ритму, щоби ми звільнили всіх політв'язнів і в найкоротші терміни підготували законодавчу базу й умови для організації нових президентських виборів. Реальних, чесних і прозорих виборів, які будуть беззастережно прийняті світовою спільнотою. |

17 серпня, Європарламент виступив із заявою про невизнання перемоги Лукашенка. Вони підкреслили, що результати голосування вказують на перемогу Світлани Тихановської.
20 серпня, литовський прем'єр-міністр Саулюс Скверняліс запросив Тихановську до себе в кабінет і публічно назвав її «національним лідером Білорусі». 31 серпня Світлану Тихановську запросили виступити перед Радою Безпеки ООН.
8 вересня, Світлана виступила перед Парламентською асамблеєю Ради Європи. Вона закликала до санкцій проти Лукашенка і заявила, що "Лукашенко не має жодної легітимности після фальсифікацій під час голосування, застерігаючи інші країни від укладання будь-яких угод з урядом Білорусі й сказала, що «він більше не представляє Білорусь».
9 вересня, Світлана заявила, що білоруська опозиція хоче мати хороші відносини з усіма націями, включно з Росією: «Ми не можемо відвернутися від Росії, тому що вона завжди буде нашим сусідом і нам потрібно мати хороші відносини з ними». Польський уряд виділив резиденцію Тихановській та іншим білоруським опозиціонерам у районі Праги-Полодні в Варшаві. Вона відкрила резиденцію разом із Білоруським домом у Варшаві під час візиту до Варшави через пару днів, де зустрілась із прем'єр-міністром Польщі Матеушем Моравецьким. Її колега-опозиціонер Валерій Цепкало також переїхав до Польщі з України.
10 вересня, парламент Литви прийняв закон, яким Тихановська визнана «обраним лідером народу Білорусі», а Координаційна рада «єдиними законними представниками білоруського народу». У резолюції також проголошується, що Лукашенко є «незаконним лідером».
17 вересня 2020 року, Європарламент визнав координаційну раду «тимчасовим представництвом народу» Білорусі.
Того ж дня вона оприлюднила чорний список офіцерів ОМОН, який отримав назву «Список Тарайковського» на честь Олександра Тарайковського, якого вбив ОМОН.
25 вересня Світлана зустрілася із заступником помічника держсекретаря США Джорджем Кентом. Вони обговорили останні події в Білорусі, можливі шляхи виходу з кризи, а також потенційну участь США, ЄС та Росії в організації діалогу про проведення нових виборів. Під час зустрічі Тихановська подякувала за тверду й послідовну позицію США щодо режиму Лукашенка й нагадала про важливість підтримки громадянського суспільства Білорусі та економічну підтримку Білорусі після демократичних змін.
16 жовтня Білорусь оголосила в міжнародний розшук Тихановську за статтею про «заклики до повалення конституційного ладу».

### 2021
2 березня 2021 року, Слідчий комітет Білорусі (СКБ) оголосив Тихановську в розшук та ініціював її екстрадицію до Білорусі, передавши відповідні документи до Генеральної прокуратури. Це здійснено через завершення розслідування проти чотирьох довірених осіб Тихановської. Їх підозрюють у підготовці до захоплення будівель виконкомів та адміністрацій в Гомелі.
У відповідь на це заступник міністра закордонних справ Литви Мантас Адоменас заявив, що Литва не видаватиме Тихановську Білорусі, пояснивши це тим, що Литва не видає людей, які піддаються політичним переслідуванням.
4 травня, довіреним особам Тихановської було винесено вироки у звинуваченні в підготовці захоплення влади. Юрія Власова засудили до 6,5 років посиленого режиму, Тетяну Каневську — до 6 років колонії загального режиму, Дмитра Івашкова та Олександра Шабаліна — до 6 років колонії посиленого режиму.
У липні 2021 року Тихановська здійснила візит до США. 28 липня вона зустрілася у Білому домі із президентом США Джо Байденом.
18 жовтня, суд Центрального району Мінська визнав Telegram-канал Тихановської «екстремістським», на той момент канал мав понад 100 тис. підписників.

### 2022—2023
24 лютого 2022 року, на тлі відкритого військового вторгнення Росії в Україну, в тому числі з території Білорусі, Тихановська засудила військову агресію проти України. Закликала білорусів та міжнародну спільноту підтримати Україну.
Тихановська повідомила, що представлятиме Білорусь на міжнародній арені замість самопроголошеного президента. За її оцінкою, Олександра Лукашенка більше не можна вважати гарантом незалежності та територіальної цілісності Білорусі, оскільки він фактично сприяє порушенням міжнародного права.
9 серпня 2022 року Світлана Тихановська створила Об'єднаний перехідний кабінет Білорусі.
У січні 2023 року МВС Білорусі оголосило структури Світлани Тихановської екстремістським формуванням. Учасникам екстремістських формуваннях за білоруським законодавством загрожує ув'язнення.
У березні 2023 року мінський суд заочно засудив Тихановську на 15 років за ґратами.
16-17 травня 2023 року Тихановська взяла участь у саміті Ради Європи, який відбувся в Рейк'явіку (Ісландія) та куди її було запрошено у якості спеціального гостя.

## Міжнародне визнання
Західні країни та Європейський парламент не визнають переобрання Лукашенка . Європарламент і низка урядів визнають Тихановську та її структури легітимними представниками Республіки Білорусь. Іноземні представники уряду, дипломати та парламентарі часто називають Тихановську «президентом», «обраним президентом», «лідером демократичної Білорусі», тоді як її Об'єднаний перехідний кабінет Білорусі називають «урядом у вигнанні».
Рада Європи, Європейський Союз і Сполучені Штати Америки налагодили офіційну співпрацю зі структурами Світлани Тихановської.
Тихановська регулярно подорожує різними європейськими столицями, зустрічаючись зі світовими лідерами, зокрема президентом Джо Байденом, канцлером Ангелою Меркель, президентом Еммануелем Макроном, президентом Урсулою фон дер Ляєн, президентом Шарлем Мішелем, прем’єр-міністром Джастіном Трюдо. Виступає за підтримку демократичних сил Білорусі та жорсткі санкції проти режимів Лукашенка та Путіна.

## Нобелівська премія миру
30 січня 2021 року, президент Литви Ґітанас Науседа висунув екс-кандидатку в президенти Білорусі Світлану Тихановську на здобуття Нобелівської премії миру у 2021 році.
28 січня 2022 року, норвезькі парламентарі Вервік Булестад та Гарек Елвенес висунули Світлану Тихановську на здобуття Нобелівської премії миру у 2022 році.

### Ставлення до Росії
До осені 2020 року Тихановська не висловлювалася на тему Росії. 7 жовтня 2020 року Тихановська закликала Путіна не втручатися в білоруську кризу і звинуватила його в підтримці Лукашенка. У 2022 році Тихановська назвала Росію ворогом.
В одному з інтерв'ю у вересні 2020 року Тихановська висловила сподівання, що Путін не підтримуватиме Лукашенка, і назвала його мудрим керівником, а потім пояснила свій вислів дипломатією. . Її неодноразово критикували за слова про "мудрого Путіна". 

## Критика
Наталія Радіна заявила, що Тихановська працює на режим Лукашенка.
Голова КДБ Білорусі Іван Тертель заявив, що Світлана Тихоновська мало розповідає публічно. Він також повідомив, що у СБУ є відеоматеріал, який «розкриває справжнє обличчя Світлани Тихановської».

## Родина
Батьки — пенсіонери-працівники. Має сестру.
2003 року, під час навчання на четвертому курсі, в м. Мозирі Світлана познайомилася з Сергієм Тихановським у його клубі «55 club».
Родина виховує сина та доньку, 2010 та 2016 років народження відповідно. Влітку 2020 року через погрози дітей вивезли з Білорусі в Литву на час передвиборчої кампанії. Сергій був проти цього. 

## Оцінки
Поетеса й публіцистка Валентина Аксак назвала Тихановську «Рогнедою XXI століття».
Людина 2021 року «Газети Виборчої». На думку редакції, вона за кілька тижнів стала лідером нації, а також єдиним надійним представником країни на міжнародному рівні.